# ESCP Business School
A ESCP Business School é uma escola de comércio europeia com campus em Paris, Londres, Berlin, Madri e Torino. Fundada em 1819, é a mais velha escola de comércio do mundo e, portanto apresenta-se como ”The World’s First Business School (est. 1819)". 

## Descrição
A ESCP possui tripla acreditação; AMBA, EQUIS e AACSB. A escola possui cerca de 45.000 ex-alunos em 150 países, representando mais de 200 nacionalidades. Entre os antigos alunos estão Patrick Thomas (CEO Hermès), Jean-Pierre Raffarin (antigo primeiro ministro da França), Ignácio Garcia Alves (presidente da Arthur D. Little), e Michel Barnier (comissário da União Europeia para Mercados Internos e Serviços).

## Programas
A ESCP possui mestrado em Administração e várias outras áreas, tais como Marketing, Finanças, Mídia e Recursos Humanos. Possui também um MBA Executivo e um MEB, o qual se assemelha a um MBA em tempo pleno. Finalmente, a ESCP também possui programa de doutorado (PhD).

## Rankings
Em 2010, seu mestrado em Administração foi considerado como o melhor do mundo pela Financial Times. Em 2011, o mesmo programa alcançou a terceira posição. Seu MBA executivo é considerado como o 15º melhor do mundo, e em 2009 o relatório da QS Global 200 Business Schools considerou a ESCP como a 15º melhor na Europa.